# Parco nazionale Kéran
Il parco nazionale Kéran è uno dei più grandi (secondo posto) e importanti parchi del Togo. È interamente situata nello stato e nella regione di Kara, tutela gli ecosistemi della savana caratteristici della parte settentrionale del Togo.
Nel parco  si trovano relativamente pochi animali e raramente visibili; la maggior parte degli elefanti dello stato vive qui; sono presenti in piccole quantità scimmie, giraffe, ippopotami e vari uccelli quali cicogne, gru e marabù. I leoni sono piuttosto rari se non del tutto assenti.